# Dent de Broc

Dent de Broc pierwszy z lewej (fot. 1940, kolorowana)

Dent de Broc (1829 m n.p.m.) – szczyt w Alpach Fryburskich w Szwajcarii.

## Położenie
Dent de Broc jest ostatnim szczytem w grzbiecie górskim, odchodzącym od najwyższego szczytu Alp Fryburskich, zwanego Vanil Noir w kierunku północnym i rozdzielającym dolinę Sarine na zachodzie od doliny potoku Motélon na wschodzie. Od położonego ok. 500 m dalej na południe bliźniaczego szczytu Dent du Chamois (1839 m n.p.m.) oddziela go płytkie, kształtne siodło Col des Combes (1667 m n.p.m.). Jego wierzchołek jest najwyższym punktem wsi i gminy Broc w dystrykcie Gruyère w kantonie Fryburg (należą do niej całe północne stoki masywu). Wznosi się na wprost (w kierunku wschodnim, za doliną Sarine) znanego zamku Gruyères.

## Nazwa
Dent to w języku francuskim ząb. W tym języku często używany jest do określania strzelistych, spiczastych w formie szczytów, a tak wygląda przedmiotowa góra oglądana od strony zachodniej. Broc jest natomiast miejscowością, nad którą szczyt ten się wznosi. A więc: Dent de Broc = Ząb Broc.

## Charakterystyka
Masyw Dent de Broc ma postać długiego na ok. 4,5 km, wąskiego grzbietu, ciągnącego się w linii południowy zachód – północny wschód, a więc prawie prostopadle do linii wspomnianego grzbietu wododziałowego. Po stronie zachodniej grzbiet Dent de Broc schodzi nad sam tok rzeki Sarine na wysokości zamku Gruyères, po stronie wschodniej – do doliny Motélon, nieco powyżej ujścia potoku Motélon do zbiornika zaporowego Montsalvens. Szczytowe partie grzbietu Dent de Broc mają formę zębatej, skalnej grani. Kulminuje ona w jego centralnej części wyraźnie wzniesioną turnią, zwieńczoną metalowym krzyżem.
Północne stoki grzbietu tworzącego Dent de Broc opadają, początkowo bardzo stromo, niżej nieco łagodniej, ku dolnemu odcinkowi doliny rzeki Jogne, na odcinku pomiędzy zbiornikami zaporowymi Montsalvens i Gruyère. Stoki południowe schodzą równie bystro ku dolinkom, stromo opadającym w obie strony ze wspomnianego siodła Col des Combes.
Znaczna część masywu jest porośnięta lasami, wśród których znajduje się jednak szereg dużych kompleksów łąk alpejskich, na których latem funkcjonują tradycyjnie gospodarstwa pasterskie (hodowla bydła). Po stronie północnej są to (idąc od wschodu) w dolnych partiach Les Gîtes (920 m n.p.m.), Le Pissot (840 m n.p.m.) i Les Plains (940 m n.p.m.), zaś wyżej Monts de Joux (1200 m n.p.m.), Petites Ciernes (1260 m n.p.m.) i Grosses Ciernes (1300 m n.p.m.). Po stronie południowej mamy natomiast hale Les Groins (po stronie wschodniej; 1150–1500 m n.p.m.), Les Matseru (w siodle przełęczy; 1600 m n.p.m.) i Les Combes (po stronie zachodniej; 1240–1600 m n.p.m.).

## Geologia i tektonika
Równoległe grzbiety masywów Dent de Broc oraz sąsiedniego Dent du Chamois powstały wzdłuż skrzydeł wysoko wypiętrzonej, wąskiej antykliny – linię jej grzbietu (obecnie głęboko zerodowanego) wyznaczją dziś przełęcz Col des Combes i dolinki, spadające z niej na obie strony.
Dent de Broc zbudowany jest z różnorodnych skał mezozoicznych. Większa część masywu zbudowana jest z utworów dolnej kredy (margle, warstwowane wapienie). W niższych położeniach na północnych stokach masywu pojawiają się na powierzchni utwory późnej jury (różnorodne wapienie margliste i mikrytyczne). Część graniową budują znowu masywniejsze wapienie późnojurajskie tzw. formacji Moléson. Podnóża masywu oraz obie ograniczające go od południa dolinki pokryte są utworami czwartorzędowymi w postaci rumowisk, piargów, a nawet osuwisk gruntu.
Skały tworzące grań Dent de Broc charakteryzują się bogatą florą wapieniolubną.

## Turystyka
Dent de Broc, świetnie widoczny z rejonu Gruyères i robiący w tej perspektywie wielkie wrażenie swą strzelistością, jest dość często odwiedzany przez turystów. Najłatwiejsze drogi prowadzą bądź to z doliny Sarine bądź z doliny potoku Motélon dróżkami i ścieżkami prowadzącymi do wspomnianych godpodarstw alpejskich, generalnie na siodło Col des Combes. Interesująca droga wiedzie północnymi zboczami przez hale Les Plains i Grosses Ciernes na wyraźną przełączkę (ok. 1640 m n.p.m.) w grani nieco na zachód od wierzchołka, a następni wzdłuż podnóży skał nad siodło, skąd na szczyt. Ostatnie kilkadziesiąt metrów wejścia na sam wierzchołek jest trudniejszych technicznie.
Wierzchołek jest odwiedzany głównie dla dość rozległej i bardzo interesującej panoramy. Na południu widok na najwyższy szczyt Alp Fryburskich, Vanil Noir (2389 m n.p.m.) i niewiele niższy Dent de Brenleire (2353 m n.p.m.) ograniczają nieco bliższe masywy Dent du Chamois i Dent du Bourgo (1909 m n.p.m.), natomiast na wschodzie dobrze widoczne są kolejne grzbiety i szczyty tej grupy górskiej aż po przełęcz Jaunpass. Patrząc na północ po prawej widzimy głęboką nieckę położonego ponad 1000 m niżej zbiornika zaporowego Montsalvens, zaś nieco po lewej – głęboką perspektywę kolejnego sztucznego jeziora, znacznie wydłużonego zbiornika Gruyère. Na jego brzegu, tuż u naszych stóp, leży Broc z widocznymi zabudowaniami słynnej fabryki czekolady Nestlé/Cailler, a w kierunku północno-zachodnim, nieco dalej – Bulle, największe miasto tego regionu. Na zachodzie, za doliną Sarine, widoczne jest na wzgórzu miasteczko Gruyères z dominującym nad nim zamkiem, zaś dalej, w kierunku południowo-zachodnim, wznosi się symboliczna góra tej krainy – Moléson (2002 m n.p.m.).